# リコ・ベホーベン
リコ・ベホーベン（Rico Verhoeven, 1989年4月10日 - ）は、オランダの男性キックボクサー。北ブラバント州出身。スーパープロジム所属。2014年6月より第2代GLORY世界ヘビー級王者。2024年12月までに12度の王座防衛を達成している。K-1出場時はリコ・ヴァーホーベンと表記されていた。

## 来歴
5歳の時に極真空手を始める。父親が極真空手有段者であったため、父親に訓練されることもあった。その後キックボクシングに移行。10代から才能を高く評価されており、アーネスト・ホーストは「まだ成功を収めていない若手の中で最も有望な才能と素晴らしいポテンシャルを持っているし、いずれビッグな選手になる」と評し、ピーター・アーツに憧れていることもあって「アーツ2世」と呼ばれていた。

### K-1出場
2008年4月26日、K-1 WORLD GP 2008 IN AMSTERDAMのオープニングファイトでクリスチャーノ・デルガドと対戦し、1Rに左膝蹴りと右フックで2度のダウンを奪い判定勝ち。
2008年8月9日、K-1 WORLD GP 2008 IN HAWAIIのリザーブファイトでKOICHIと対戦し、判定勝ち。
2009年8月11日、K-1 WORLD GP 2009 IN TOKYOで行われたFINAL16 QUALIFYING GPに出場し、1回戦でブリース・ギドンに0-3の判定負け。

### IT'S SHOWTIME出場以降
2010年5月29日、IT'S SHOWTIMEでゼバット・ポーツラックと対戦し、判定勝ち。
2010年12月18日、IT'S SHOWTIMEでクリス・ノールズと対戦予定であったが、大雪のためイギリスの空港が前面閉鎖されてノールズがオランダに来ることができず、試合前日にフランシスコ・ムニョスとの対戦が決定し、判定勝ち。
2011年11月17日、SuperKombat: Fight Clubにて、IT'S SHOWTIME世界ヘビー級王者ヘスディ・ゲルゲスと対戦し、番狂わせの2-1の判定勝ち。
2012年1月28日、IT'S SHOWTIME 54 & 55にて、エロール・ジマーマンに1RKO負け。
2012年3月17日、オーストラリアでベン・エドワーズと対戦し、3-0の判定勝ち。
2012年5月27日、K-1 Rising 2012 ~ K-1 WORLD MAX Final 16 ~ in Madridにてセルゲイ・ラシェンコに延長戦の末に1-2の判定負け。
2012年6月30日、IT'S SHOWTIME 57 & 58にてヘスディ・ゲルゲスと再戦し、ダウンを奪って3-0の判定勝ち。

### GLORY
2012年12月31日、DREAM.18 & GLORY 4でのGLORY GRAND SLAMヘビー級トーナメント1回戦でセルゲイ・ハリトーノフに2R終了判定勝ち。続く準々決勝でセミー・シュルトに判定負け。シュルトはその後も勝って優勝したが、翌日のインタビューでシュルトから「今回のトーナメント4試合の中でリコとの試合が一番難しかった」と評された。
2013年4月20日、GLORY 7 Milanにてジョナタ・ディニスと対戦し、ダウンを奪って判定勝ち。
2013年6月22日、GLORY 9 New Yorkにてエロール・ジマーマンと再戦し、3-0の判定勝ちでリベンジ成功。
2013年10月12日、GLORY 11 Chicagoのヘビー級世界トーナメント1回戦にて、優勝候補のグーカン・サキと対戦し、開始早々のサキのスリップをレフェリーがダウンと誤審。その後は互角の戦いを繰り広げ、番狂わせの2-0の判定勝ち。試合直後のリング上のインタビューでは「あのダウンには驚いた。でもリングではレフェリーがボスだから」とコメントした。続く決勝では1回戦を1RKOで勝ち上がってきた親友ダニエル・ギタと対戦し、3-0の判定勝ちで優勝。優勝後のリング上でのインタビューでは「（僅差の戦いだっただけに延長戦になることも考えたか？と聞かれて）大丈夫。4ラウンドでも5ラウンドでもやれるよ。そのために必死で練習してきた。『最後まで動いて攻め続けろ』って言われてきた。僕はその通りやった。そして栄冠を手にしたんだ。僕は次世代のピーター・アーツと呼ばれてきた。だから今日は何としてもこのベルトが欲しかった」と語った。
2013年12月21日、GLORY 13 TOKYOにてリコにとって子供の頃からの憧れであるピーター・アーツの引退試合の相手を務め、ローキックを効かせて判定勝ち。

## 人物
若くして恵まれたスーパーヘビー級の体格、卓越したテクニック、加えて端正な顔つきを持つことから「Prince of Kickboxing（キックボクシング界のプリンス）」の異名を持つ。
練習仲間であるプロボクシング世界ヘビー級チャンピオンのタイソン・フューリーからは「リコとのスパーリングでテンプルにパンチをくらって2度もカットしてしまった」「リコはキック界においてもトップファイターだが、プロボクシングに転向しても1 - 2年で簡単にトップになれる」と絶賛した。
総合格闘技にも挑戦しており、グラップリングルールの小規模なトーナメントにも出場した。
子供のころから日本のアニメ「ドラゴンボール」が好きである。
非行に走った子供達をキックボクシングを通して更生させるプロジェクトに参加している。また、将来的には俳優になって人々を楽しませることを夢として挙げている。

## 戦績

### キックボクシング
| キックボクシング 戦績 | キックボクシング 戦績 | キックボクシング 戦績 | キックボクシング 戦績 | キックボクシング 戦績 | キックボクシング 戦績 | キックボクシング 戦績 |
| --------------------- | --------------------- | --------------------- | --------------------- | --------------------- | --------------------- | --------------------- |
| 76 試合               | (T)KO                 | 判定                  | その他                | 引き分け              | 無効試合              |                       |
| 66 勝                 | 21                    | 45                    | 0                     | 0                     | 0                     |                       |
| 10 敗                 | 2                     | 8                     | 0                     | 0                     | 0                     |                       |

| 勝敗 | 対戦相手                         | 試合結果                   | 大会名                                                                                     | 開催年月日     |
| ○    | アルチョム・ヴァヒトフ           | 5R終了 判定5-0             | Glory 100 - Day Two 【GLORY世界ヘビー級タイトルマッチ】                                    | 2025年6月14日  |
| ○    | レヴィ・リグタース               | 5R終了 判定5-0             | Glory Collision 7 【GLORY世界ヘビー級タイトルマッチ】                                      | 2024年12月7日  |
| ○    | レヴィ・リグタース               | 2R 2:59 KO（右ローキック） | GLORY Heavyweight Grand Prix 【GLORYヘビー級グランプリ決勝戦】                             | 2024年3月9日   |
| ○    | ナビル・ハチャブ                 | 3R終了 判定5-0             | GLORY Heavyweight Grand Prix 【GLORYヘビー級グランプリ準決勝】                             | 2024年3月9日   |
| ○    | ソフィアン・ライドゥーニ         | 3R終了 判定5-0             | GLORY Heavyweight Grand Prix 【GLORYヘビー級グランプリ1回戦】                              | 2024年3月9日   |
| ○    | タリク・オサロ                   | 5R終了 判定5-0             | Glory: Collision 6 【GLORY世界ヘビー級王座統一戦】                                         | 2023年11月4日  |
| ○    | ヘスディ・ゲルゲス               | 5R 1:58 TKO（パンチ連打）  | HIT IT                                                                                     | 2022年10月9日  |
| ○    | ジャマール・ベン・サディック     | 4R 0:56 TKO（パンチ連打）  | Glory Collision 3 【GLORY世界ヘビー級タイトルマッチ】                                      | 2021年10月23日 |
| ○    | タリク・クバベス                 | 1R終了 TKO（棄権）         | Glory 77: Rotterdam 【GLORYヘビー級世界トーナメント決勝】                                  | 2021年1月30日  |
| ○    | ヘスディ・ゲルゲス               | 3R終了 判定5-0             | Glory 77: Rotterdam 【GLORYヘビー級世界トーナメント準決勝】                                | 2021年1月30日  |
| ○    | バダ・ハリ                       | 3R 0:59 TKO（脚の負傷）    | GLORY 74 Arnhem 【GLORY世界ヘビー級タイトルマッチ】                                        | 2019年12月21日 |
| ○    | グト・イノセンテ                 | 5R終了 判定5-0             | GLORY 59 Amsterdam 【GLORY世界ヘビー級タイトルマッチ】                                     | 2018年9月29日  |
| ○    | ムラデン・ブレストバッチ         | 5R終了 判定5-0             | GLORY 54 Birmingham 【GLORY世界ヘビー級タイトルマッチ】                                    | 2018年6月2日   |
| ○    | ジャマール・ベン・サディック     | 5RTKO (パンチ)             | GLORY 49 Rotterdam 【GLORY世界ヘビー級タイトルマッチ】                                     | 2017年12月9日  |
| ○    | アントニオ・シウバ               | 2RTKO (パンチ)             | GLORY 46 China                                                                             | 2017年10月14日 |
| ○    | イスマエル・ラザール             | 5R終了 判定5-0             | GLORY 41 Holland                                                                           | 2017年5月20日  |
| ○    | バダ・ハリ                       | 2RTKO (バダ・ハリの怪我)   | GLORY 36 Oberhausen                                                                        | 2016年12月10日 |
| ○    | アンダーソン・ブラドック・シルバ | 2RTKO (3ノックダウン)      | GLORY 33 New Jersey 【GLORY世界ヘビー級タイトルマッチ】                                    | 2016年9月9日   |
| ○    | ムラデン・ブレストバッチ         | 5R終了 判定5-0             | GLORY 28 Paris 【GLORY世界ヘビー級タイトルマッチ】                                         | 2016年3月12日  |
| ○    | ベンジャミン・アデグブイ         | 1RKO (右フック)            | GLORY 26 Amsterdam 【GLORY世界ヘビー級タイトルマッチ】                                     | 2015年12月4日  |
| ○    | ベンジャミン・アデグブイ         | 5R終了 判定5-0             | GLORY 22 Lille 【GLORY世界ヘビー級タイトルマッチ】                                         | 2015年6月5日   |
| ○    | エロール・ジマーマン             | 2R TKO (ジマーマンの怪我)  | GLORY 19 Virginia 【GLORY世界ヘビー級タイトルマッチ】                                      | 2015年2月6日   |
| ×    | アンドレイ・ヘラシムチュック     | 3R終了 判定3-0             | Kunlun Fight 15                                                                            | 2015年1月3日   |
| ○    | ダニエル・ギタ                   | 5R終了 判定5-0             | GLORY 17 Los Angeles 【GLORY世界ヘビー級王座決定戦】                                       | 2014年6月12日  |
| ○    | ピーター・アーツ                 | 3R終了 判定2-1             | GLORY 13 TOKYO 【ピーター・アーツ引退試合】                                                | 2013年12月21日 |
| ○    | ダニエル・ギタ                   | 3R終了 判定3-0             | GLORY 11 Chicago 【GLORYヘビー級世界トーナメント2013 決勝】                                | 2013年10月12日 |
| ○    | グーカン・サキ                   | 3R終了 判定2-0             | GLORY 11 Chicago 【GLORYヘビー級世界トーナメント2013 1回戦】                               | 2013年10月12日 |
| ○    | エロール・ジマーマン             | 3R終了 判定3-0             | GLORY 9 New York                                                                           | 2013年6月22日  |
| ○    | ジョナタ・ディニス               | 3R終了 判定5-0             | GLORY 7 Milan                                                                              | 2013年4月20日  |
| ×    | セミー・シュルト                 | 2分2R終了 判定0-5          | DREAM.18 & GLORY 4 〜大晦日 SPECIAL 2012〜 【GRAND SLAMヘビー級トーナメント2012 準々決勝】 | 2012年12月31日 |
| ○    | セルゲイ・ハリトーノフ           | 2分2R終了 判定5-0          | DREAM.18 & GLORY 4 〜大晦日 SPECIAL 2012〜 【GRAND SLAMヘビー級トーナメント2012 1回戦】    | 2012年12月31日 |
| ○    | ヘスディ・ゲルゲス               | 3R終了 判定3-0             | IT'S SHOWTIME 57 & 58                                                                      | 2012年6月30日  |
| ×    | セルゲイ・ラシェンコ             | 3R+延長1R終了 判定1-2      | K-1 Rising 2012 ~ K-1 WORLD MAX Final 16 ~ in Madrid                                       | 2012年5月27日  |
| ○    | ベン・エドワーズ                 | 判定3-0                    | Capital Punishment 5                                                                       | 2012年3月17日  |
| ×    | エロール・ジマーマン             | 1R 0:59 KO（左フック）     | IT'S SHOWTIME 54 & 55                                                                      | 2012年1月28日  |
| ○    | ヘスディ・ゲルゲス               | 3R終了 判定2-1             | SuperKombat: Fight Club                                                                    | 2011年11月17日 |
| ○    | レアモン・ウェルボレン           | 3R終了 判定                | Kalverdijkje Leeuwarden 2011                                                               | 2011年6月18日  |
| ○    | ジャスティス・スミス             | 1R KO（パンチ連打）        | SuperKombat World Grand Prix I                                                             | 2011年5月21日  |
| ×    | ジャマール・ベン・サディック     | 2R 1:00 TKO（タオル投入）  | It's Showtime Sporthallen Zuid                                                             | 2011年3月6日   |
| ○    | フランシスコ・ムニョス           | 3R終了 判定                | IT'S SHOWTIME                                                                              | 2010年12月18日 |
| ○    | Michael Duut                     | 判定                       | RingRage part 5                                                                            | 2010年10月9日  |
| ○    | リカルド・ヴァン・デン・ボス     | 判定                       | IT'S SHOWTIME 2010 Amsterdam II                                                            | 2010年9月12日  |
| ○    | ゼバット・ポーツラック           | 3R終了 判定                | IT'S SHOWTIME                                                                              | 2010年5月29日  |
| ○    | ムトゥル・カラブレット           | 判定                       | Beast of the East                                                                          | 2010年1月30日  |
| ○    | ジャンティジュ・シェルセマ       | 1R KO                      | It's Showtime                                                                              | 2009年11月21日 |
| ×    | ルステミ・クレシュニック         | 判定                       | It's Showtime                                                                              | 2009年10月24日 |
| ○    | ガボール・メイツァー             | 3R終了 判定                | It's Showtime 2009 Budapest                                                                | 2009年8月29日  |
| ×    | ブリース・ギドン                 | 3R終了 判定0-3             | K-1 WORLD GP 2009 IN TOKYO 【FINAL16 QUALIFYING GP 1回戦】                                 | 2009年8月11日  |
| ×    | イスマエル・ロント               | 3R終了 判定                | Gentlemen Fight Night                                                                      | 2009年6月13日  |
| ○    | リカルド・フィエート             | 3R終了 判定3-0             | It's Showtime 2009 Amsterdam                                                               | 2009年5月16日  |
| ○    | ピーター・マエストロビッチ       | 3R終了 判定3-0             | Oktagon presents: It's Showtime 2009                                                       | 2009年3月14日  |
| ○    | フィリップ・バーリンデン         | 3R終了 判定                | It's Showtime presents: Fights at the Border                                               | 2009年2月8日   |
| ○    | デニス・ストルツェンバッハ       | 3R終了 判定                | It's Showtime                                                                              | 2008年11月29日 |
| ○    | KOICHI                           | 3R終了 判定3-0             | K-1 WORLD GP 2008 IN HAWAII 【リザーブファイト】                                           | 2008年8月9日   |
| ○    | クリスチャーノ・デルガド         | 3R終了 判定3-0             | K-1 WORLD GP 2008 IN AMSTERDAM 【オープニングファイト】                                    | 2008年4月26日  |
| ○    | リドウアン・アブデルラウイ       | 3R終了 判定                | K-1 EUROPE MAX 2008 IN HOLLAND                                                             | 2008年2月17日  |
| ○    | カミル・ソコロフスキー           | 5R終了 判定                | KlasH IV                                                                                   | 2007年12月16日 |
| ×    | Said Eljajaui                    | 3R終了 判定                | Fight Night Veghel                                                                         | 2007年5月13日  |
| ○    | トス・ゾルタン                   | 判定                       | WFCA                                                                                       | 2007年3月24日  |
| ×    | ブライアン・ダウヴィス           | 5R終了 判定0-3             | Freefight en Kickbox Gala                                                                  | 2006年10月15日 |
| ○    | ハンス・クルーズ                 | 判定                       | No Guts No Glory                                                                           | 2006年5月27日  |
| ○    | リドウアン・アブデルラウイ       | 3R終了 判定                | K.O.C. III                                                                                 | 2006年4月9日   |
| ○    | クリス・オウェラント             | 3R KO（右フック）          | WFCA                                                                                       | 2006年2月4日   |
| ○    | ステイン・ファン・タテンホーブ   | 3R終了 判定                | Gala in Roosendaal                                                                         | 2005年11月26日 |
| ○    | アルバート・ロメオ               | KO                         | Gala in Goes,Zeeland                                                                       | 2005年10月16日 |
| ○    | サンダー・ダイビス               | 判定                       | FFE Gala in Zonnehuis                                                                      | 2005年5月29日  |
| ○    | ウィルバート・ダム               | 2R 1:56 KO                 | IMPACT Roosendaal                                                                          | 2005年4月30日  |

### 総合格闘技
| 総合格闘技 戦績 | 総合格闘技 戦績 | 総合格闘技 戦績 | 総合格闘技 戦績 | 総合格闘技 戦績 | 総合格闘技 戦績 | 総合格闘技 戦績 |
| --------------- | --------------- | --------------- | --------------- | --------------- | --------------- | --------------- |
| 1 試合          | (T)KO           | 一本            | 判定            | その他          | 引き分け        | 無効試合        |
| 1 勝            | 1               | 0               | 0               | 0               | 0               | 0               |
| 0 敗            | 0               | 0               | 0               | 0               | 0               | 0               |

| 勝敗 | 対戦相手           | 試合結果                | 大会名 | 開催年月日     |
| ○    | ビクトル・ボグツキ | 1R 2:11 TKO（パウンド） | RXF 20 | 2015年10月19日 |

### ボクシング
| プロボクシング 戦績 | プロボクシング 戦績 | プロボクシング 戦績 | プロボクシング 戦績 | プロボクシング 戦績 | プロボクシング 戦績 | プロボクシング 戦績 |
| ------------------- | ------------------- | ------------------- | ------------------- | ------------------- | ------------------- | ------------------- |
| 1 試合              | (T)KO               | 判定                | その他              | 引き分け            | 無効試合            |                     |
| 1 勝                | 1                   | 0                   | 0                   | 0                   | 0                   |                     |
| 0 敗                | 0                   | 0                   | 0                   | 0                   | 0                   |                     |

| 戦           | 日付          | 勝敗 | 時間    | 内容 | 対戦相手             | 国籍       | 備考 |
| ------------ | ------------- | ---- | ------- | ---- | -------------------- | ---------- | ---- |
| 1            | 2014年4月29日 | ☆    | 2R 1:40 | KO   | ヤノス・フィンフェラ | ハンガリー |      |
| テンプレート |               |      |         |      |                      |            |      |

## 獲得タイトル
- GLORYヘビー級世界トーナメント2013 優勝（2013年）
- 第2代GLORY世界ヘビー級王座（2014年）
- GLORYヘビー級世界トーナメント2021 優勝（2021年）
- GLORYヘビー級グランプリ 優勝（2024年）

## 出演
- キックボクサー ザ・リベンジ（英語版）（2018年）